# Regionalökonomie
Die Regionalökonomie (auch Regionalwirtschaft oder Raumwirtschaft) ist eine Spezialdisziplin der Volkswirtschaftslehre und der Regionalwissenschaft. Sie beschäftigt sich mit den wirtschaftlichen Zusammenhängen in Regionen und stellt somit das volkswirtschaftliche Gegenstück zur Außenwirtschaft dar. Die ökonomisch nächstkleinere Untersuchungsebene bildet die Stadtökonomie.
Die Regionalökonomie befasst sich mit makroökonomischen und mikroökonomischen Aspekten. Benachbarte wissenschaftliche Gebiete sind unter anderem Regionalwissenschaft, Wirtschaftsgeographie, Umweltökonomie, Verkehrsökonomie und Raumordnung.

## Regionale Makroökonomie
Die regionale Makroökonomie befasst sich mit der Stabilität und dem Wachstum von Regionen. Wichtige Aspekte dabei sind regionale Konjunkturzyklen, regionale Agglomeration und regionale Disparitäten, das heißt also die Frage, wieso manche Regionen wohlhabender sind als andere.
Für die Regionalpolitik ist es daher makroökonomisch insbesondere von Bedeutung, inwiefern regionale Disparitäten beseitigt werden können. Typische Methoden dazu sind Finanzausgleichs-Konzepte wie etwa der deutsche Länderfinanzausgleich. Aber auch die Europäische Union versucht – insbesondere mit Hilfe der Strukturfonds – die regionalen Unterschiede in der EU zu beseitigen.

## Regionale Mikroökonomie
Die Mikroökonomie untersucht auf regionaler Ebene insbesondere Standortentscheidungen sowie regionale Marktunvollkommenheiten. Standortentscheidungen werden dabei vor allem beeinflusst durch regionale Wettbewerbsvorteile wie Infrastruktur, Steuerrecht oder Bildung.

## Bedeutung der Regionalökonomie
Die Regionalökonomie findet in der Öffentlichkeit weit weniger Beachtung als außenwirtschaftliche Phänomene wie zum Beispiel die Europäische Integration oder die Globalisierung. Dennoch hat die Wissenschaft sowohl politisch als auch ökonomisch an Bedeutung gewonnen, da nach Ansicht verschiedener Ökonomen die Übertragung (wirtschafts-)politischer Befugnisse auf eine supranationale Ebene (beispielsweise UNO, WTO oder EU) eine funktionsfähige regionale (Wirtschafts-)Politik weit bedeutsamer macht.
Diese zunehmende Bedeutung der Regionalökonomie zeigt sich beispielsweise am aktuellen wirtschaftlichen Schlagwort Cluster, das über die Förderung von Technologie- und Gründerzentren auch Eingang in die Wirtschaftspolitik gefunden hat und das traditionelle Gießkannenprinzip in weiten Bereichen abgelöst hat. Stark beeinflusst wurde die moderne Clustertheorie vom US-amerikanischen Ökonomen Michael E. Porter.